# Pholisma culiacanum
Pholisma culiacanum là loài thực vật có hoa trong họ Mồ hôi. Loài này được (Dressler & Kuijt) Yatsk. miêu tả khoa học đầu tiên năm 1982.